# Taxi en Corée du Sud

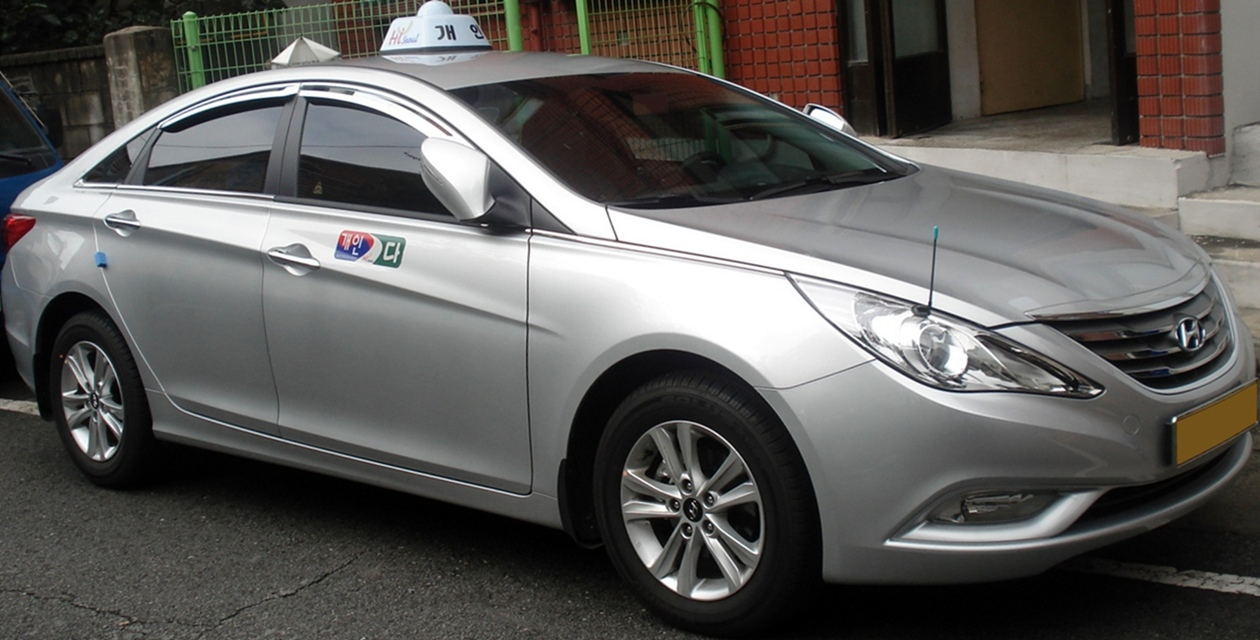
Taxi Hyundai Sonata.

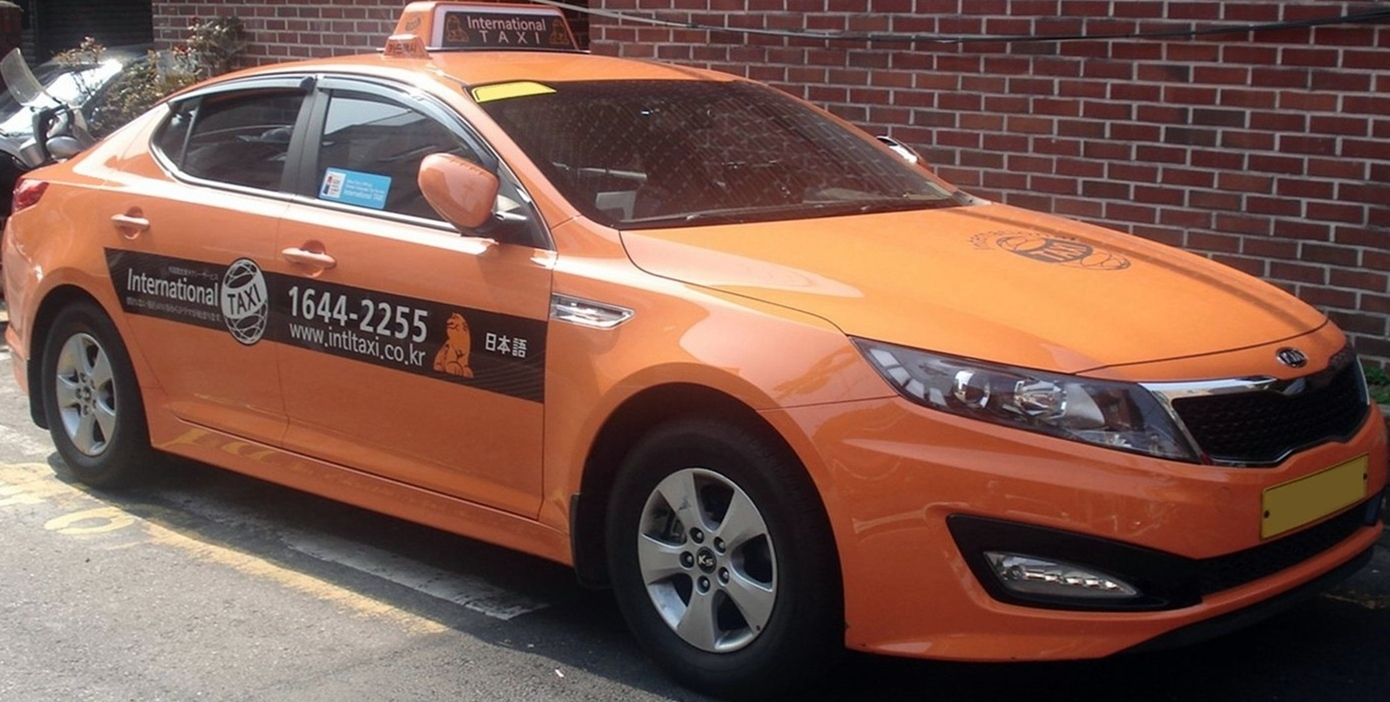
Taxi Kia K5.

Le taxi en Corée du Sud est un mode de transport très populaire. Il existe un vaste système de taxis, avec environ 70 000 taxis rien que dans la capitale Séoul. Au total, il y a environ 250 000 taxis dans tout le pays.
Dans des villes telles que Séoul et Busan, les taxis sont très courants. Il en existe trois types: un taxi "ordinaire" ("ilban";); un "modèle" ( mobum ;) taxi, peint en noir, plus grand et beaucoup plus cher; et un "taxi pour handicapés" ("jang-e-in call taxi"; 장애인), qui est une camionnette peinte en jaune pour les handicapés qui vivent autour de Séoul. Il existe également deux types de permis de chauffeur de taxi: tous les chauffeurs de taxi commencent à conduire leur taxi en tant qu'employés dans les sociétés de taxis, et ces taxis appartenant à une société sont appelés des taxis "d'entreprise" ("bubin"; 법인). Après des années de service dans l'entreprise de taxis, les conducteurs obtiennent un permis leur permettant d'acheter leur propre véhicule et de le conduire en tant que conducteur indépendant. Les taxis qu'ils conduisent ensuite sont appelés «individuels» («gaein»;; ) taxis.
Pour les taxis "ordinaires", il y a une augmentation supplémentaire de 20% du tarif après minuit, mais cela ne s'applique pas aux taxis "modèles". La plupart des taxis «ordinaires» sont de couleur argent ou blanche. Pratiquement tous les taxis sud-coréens sont des modèles de voitures en Corée du Sud, et les compteurs commencent à 3 000 wons sud-coréens. Les tarifs sont beaucoup moins chers que dans les grandes villes d’Europe et d’Amérique du Nord et aucun supplément n’est facturé pour les bagages. Tous les taxis sont étiquetés en coréen avec le signe "individuel" (개인), "modèle" (모범) ou le nom de la société si le taxi appartient à une société de taxis et ont une sphère au sommet d'une demi-pyramide, ou dans une moindre mesure, la silhouette d'une porte coréenne traditionnelle fixée sur le toit et étiquetée "TAXI".

## Modèles
- Hyundai Sonata
- Kia K5